# Warren (Massachusetts)
Warren és una població dels Estats Units a l'estat de Massachusetts. Segons el cens del 2000 tenia 4.776 habitants.

## Demografia
Segons el cens del 2000, Warren tenia 4.776 habitants, 1.889 habitatges, i 1.286 famílies. La densitat de població era de 67 habitants/km².
Dels 1.889 habitatges en un 33,2% hi vivien nens de menys de 18 anys, en un 51% hi vivien parelles casades, en un 12,1% dones solteres, i en un 31,9% no eren unitats familiars. En el 26% dels habitatges hi vivien persones soles el 10,1% de les quals corresponia a persones de 65 anys o més que vivien soles. El nombre mitjà de persones vivint en cada habitatge era de 2,52 i el nombre mitjà de persones que vivien en cada família era de 3,02.
Per edats la població es repartia de la següent manera: un 26,8% tenia menys de 18 anys, un 7% entre 18 i 24, un 31% entre 25 i 44, un 22% de 45 a 60 i un 13,2% 65 anys o més.
L'edat mediana era de 37 anys. Per cada 100 dones de 18 o més anys hi havia 94,4 homes.
La renda mediana per habitatge era de 34.583 $ i la renda mediana per família de 39.598$. Els homes tenien una renda mediana de 32.773 $ mentre que les dones 26.667$. La renda per capita de la població era de 17.192$. Entorn del 5% de les famílies i el 6,1% de la població estaven per davall del llindar de pobresa.